# 6438 Suárez
6438 Suárez eller 1988 BS3 är en asteroid i huvudbältet som upptäcktes den 18 januari 1988 av den belgiske astronomen Henri Debehogne vid La Silla-observatoriet. Den är uppkallad efter den argentinske astronomen Buenaventura Suárez.
Asteroiden har en diameter på ungefär 3 kilometer.